# Rockbox
Rockbox — це вільне програмне забезпечення для заміни вбудованих прошивок цифрових аудіо плеєрів. Проект Rockbox почався в кінці 2001 року і був вперше реалізований на плеєрі Archos Studio. Rockbox пропонує альтернативу вбудованому програмному забезпеченню плеєра, в багатьох випадках без видалення первісної прошивки. Внутрішній пристрій Rockbox дозволяє нарощувати функціональність за рахунок використання модулів розширення. Поліпшення функціональності включає в себе програми, утиліти та ігри. Rockbox може забезпечити (retrofit) відтворення відео для плеєрів, випущених в середині 2000-х років. Також Rockbox має керований голосом користувальницький інтерфейс, відповідний для використання людьми з порушенням зору. При встановленні Rockbox в багатьох випадках не обов'язково записувати його у флеш-пам'ять замість заводської прошивки. Замість цього в пам'ять записується маленький завантажувач, який дозволяє вибирати, чи запустити Rockbox або заводську прошивку. Rockbox працює на великому різноманітті звукових пристроїв з дуже різними здібностями апаратної частини: від ранніх Archos з їх примітивними дисплеями до сучасних плеєрів з великою чіткістю картинки, цифровим звуковим трактом і можливостями запису. Зазвичай офіційні прошивки перевершують Rockbox тільки в підтримці WMA і DRM. Також вони можуть мати функцію хорошого і точного перемотування, з можливістю чути промотувану ділянку. У той же час на багатьох плеєрах Rockbox не здатен взяти на себе всі функції оригінальної прошивки, такі як завантаження файлів на плеєр, підзарядка. Слід зазначити, що деякі виробники, зокрема, iRiver, розглядають встановлення Rockbox як порушення гарантійного договору.

## Підтримувані пристрої
Rockbox працює на самих різних переносних аудіопристроях з різними апаратними можливостями, починаючи від ранніх моделей з монохромними текстовими дисплеями, і закінчуючи сучасними плеєрами iPod, iriver і iAudio з кольоровими дисплеями високої роздільної здатності екрану. Тільки плеєри Archos офіційно заявлені як повністю підтримувані. Наступний список слід розглядати, як список пристроїв, на яких Rockbox значною мірою портовано, без істотних недоробок. У розробці знаходяться портування на деякі інші плеєри, не представлені в цьому списку.

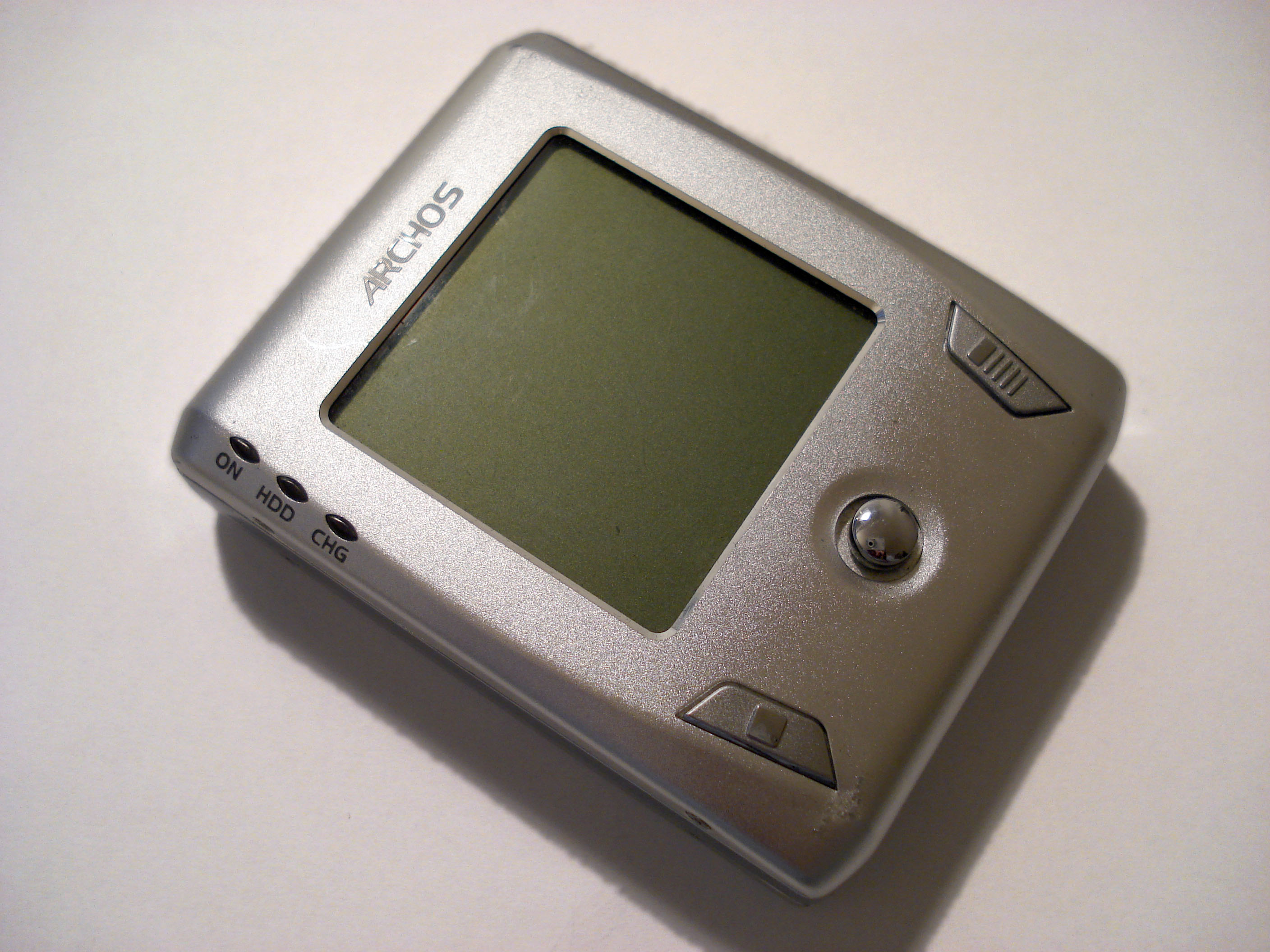
Archos XS202

### Archos

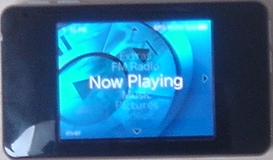
Iriver clix

- Archos Player/Studio
- Archos Recorder
- Archos FM Recorder
- Archos V2 Recorder
- Ondio FM
- Ondio SP

### iriver
- моделі серії H100 (H100/H110/H115/H120/H140)
- моделі серії H300 (H320/H340)
- моделі серії H10 (H10 5, 6, та 20GB)
- моделі серії iHP100

### CowoniAUDIO

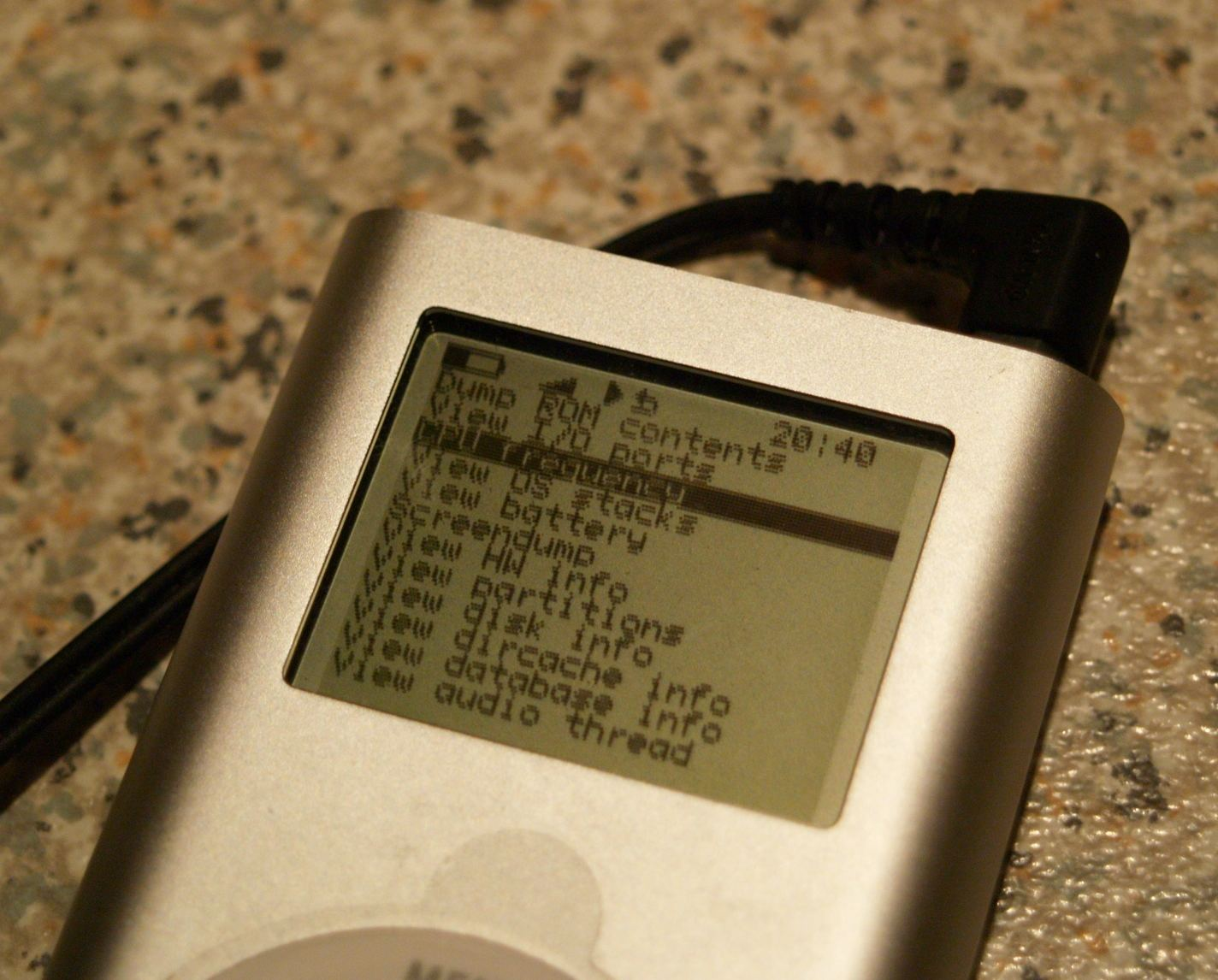
iPod mini

- X5 і X5L
- X5V
- M5 і M5L
- M3 і M3L
- D2/D2+

### AppleiPod
- iPod 1G
- iPod 2G
- iPod 3G (запускається, але працює не на всі 100%)
- iPod 4G (кольорова та ч/б версії, а також сепія)
- iPod 5G (включаючи версії 60 та 80GB, також відомі як 5.5G або 5.1G)
- iPod 6G (unstable версії для 80, 120 і 160GB)
- iPod Nano 1G
- iPod Nano 2G
- iPod Mini 1G
- iPod Mini 2G

### Samsung
- YH-820
- YH-920
- YH-925
- YP-R0

### SanDisk Sansa
- c200 series v1
- e200 series v1
- e200 series v2
- Sansa Fuze v1, v2
- Sansa Clip v1, v2, Clip+, Clip Zip.

### Toshiba Gigabeat
- Toshiba Gigabeat F
- Toshiba Gigabeat X

### Motorola
- Motorola MING A1200(e)/ROKR E6
- Motorola ROKR E2
- Motorola ROKR EM30
- Motorola RIZR Z6
- Motorola ZINE ZN5
- Motorola VE66
- Motorola EM35
- Motorola ROKR E8

### Meizu
- M6 T1/TP, M6 SP, M6 SL, M3 (початок розробки)
- У Росії зможе замінювати прошивки Powerman XL850, Ritmix RF-9200

### Olympus
- M:Robe 100

### Packard Bell
- Vibe 500

### Rockchip
- Rockchip RK27XX

## Переваги
- Підтримка величезної кількості аудіо-кодеків:
  - MPEG audio layers I–III (MP3/MP2/MP1)
  - Ogg Vorbis (OGG)
  - MPEG-4 AAC
  - Musepack
  - AC3
  - WMA
  - WMA Pro
  - Speex
  - Cook
  - ATRAC3
  - TTA (True Audio)
  - FLAC
  - WavPack (WV)
  - Shorten (SHN)
  - Apple Lossless (ALAC)
  - APE
  - WAV
  - Apple AIFF
  - ADX
  - SID
  - NSF
  - SAP
  - SPC
  - MOD
- Підтримка багаторівневої структури папок і можливості програти файли директорії на ім'я незалежно від тегів (в плеєрах, де цих двох здібностей немає за замовчуванням)
- Відтворення відео MPEG 1 \ 2
- Запис з диктофона і радіо в стислі MP3 або WavPack
- Багато плагінів (більше 30 ігор, будильник, калькулятор, секундомір та ін.)
- Економне використання заряду батареї
- Відтворення без пауз (en: Gapless playback)
- 5-ти смуговий повністю параметричний еквалайзер, регулювання ширини стерео
- Плавний регулятор гучності
- ReplayGain
- Дуже багато налаштувань, підтримка тем оформлення
- Годинники
- Багатомовний інтерфейс (можливо озвучування меню)
- Ведення логу прослуховувань, для скробблінг на Last.fm

## Недоліки
- Погана підтримка WMA, обумовлена використанням пропрієтарного кодека
- DRM не підтримується
- Скорочений час роботи, особливо для unstable версій